# مانامی نوماکورا
مانامی نوماکورا (انگلیسی: Manami Numakura; ۱۵ آوریل ۱۹۸۸ – ) صداپیشه اهل ژاپن بود. وی از سال ۲۰۰۸ میلادی تاکنون مشغول فعالیت بوده‌است.